# Bad Salzuflen
Bad Salzuflen je lázeňské město v německé spolkové zemi Severní Porýní-Vestfálsko v Lippe. Ve městě žije přibližně 55 tisíc obyvatel. Samotné město leží na východním okraji Ravensberské kotliny na soutoku řek Salze a Werra. Ve srovnání s jinými městy a oblastmi v Lippe je město i jeho okolí hustě obydlené. Město je obklopeno vesnicemi a poli, od roku 2008 je město součástí chráněné oblasti Teutoburský les.

## Historie
První osady na území dnešního města Bad Salzuflen vznikaly v průběhu 11. století. Tato oblast byla tehdy známá jako Uflon, což značí les. Později se tato oblast rozdělila na tři s různými názvy; Uflen, Mitteluflen a Dorf Uflen. Celý název tedy znamená solné koupele v lese.
Již ve středověku byl pramen Paulinenquelle využíván pro ozdravné účely. Díky podzemním pramenům vznikl i znak města. Postupem času si díky lukrativnímu obchodu získalo město své zastánce a příznivce, mimo jiné i hrabata ze Šternberka. Ta zajistila městu opevnění; kruhové opevnění s celkem čtyřmi branami. Všechny brány stojí i v současné době; brána Schliepsteiner stojí na severu města, brána Heßkamper je na severovýchodě, brána zvaná Arminius zase na jihovýchodě a poslední brána, zvaná Herfordská, stojí na západě města, směrem na Herford. K tomu všemu byly postaveny ještě tři strážní věže, i ty stále stojí.
Až do třicetileté války obchod vzkvétal a přinášel do města velké bohatství. Staré přepychové domy, zvané Bürgerhäuser, jsou tohoto bohatství důkazem. Stejně tak luxusní radnice postavená mezi lety 1545 a 1547. Avšak nejstarší dochovanou budovou ve městě je třípodlažní dům Traufenbau z roku 1520. Třicetiletá válka obchod zruinovala, avšak město se díky výrobě soli a pramenům dokázalo znovu postavit na nohy a stalo se jedním z mála středověkých měst, která netrpěla finančními potížemi. Po objevení několika dalších pramenů byla ukončena výroba ve většině jiných odvětví a vše se soustředilo pouze na lázeňství.
Až do 14. dubna roku 1914 se město jmenovalo pouze Salzuflen, až tohoto dne obdrželo Bad.

## Geografie

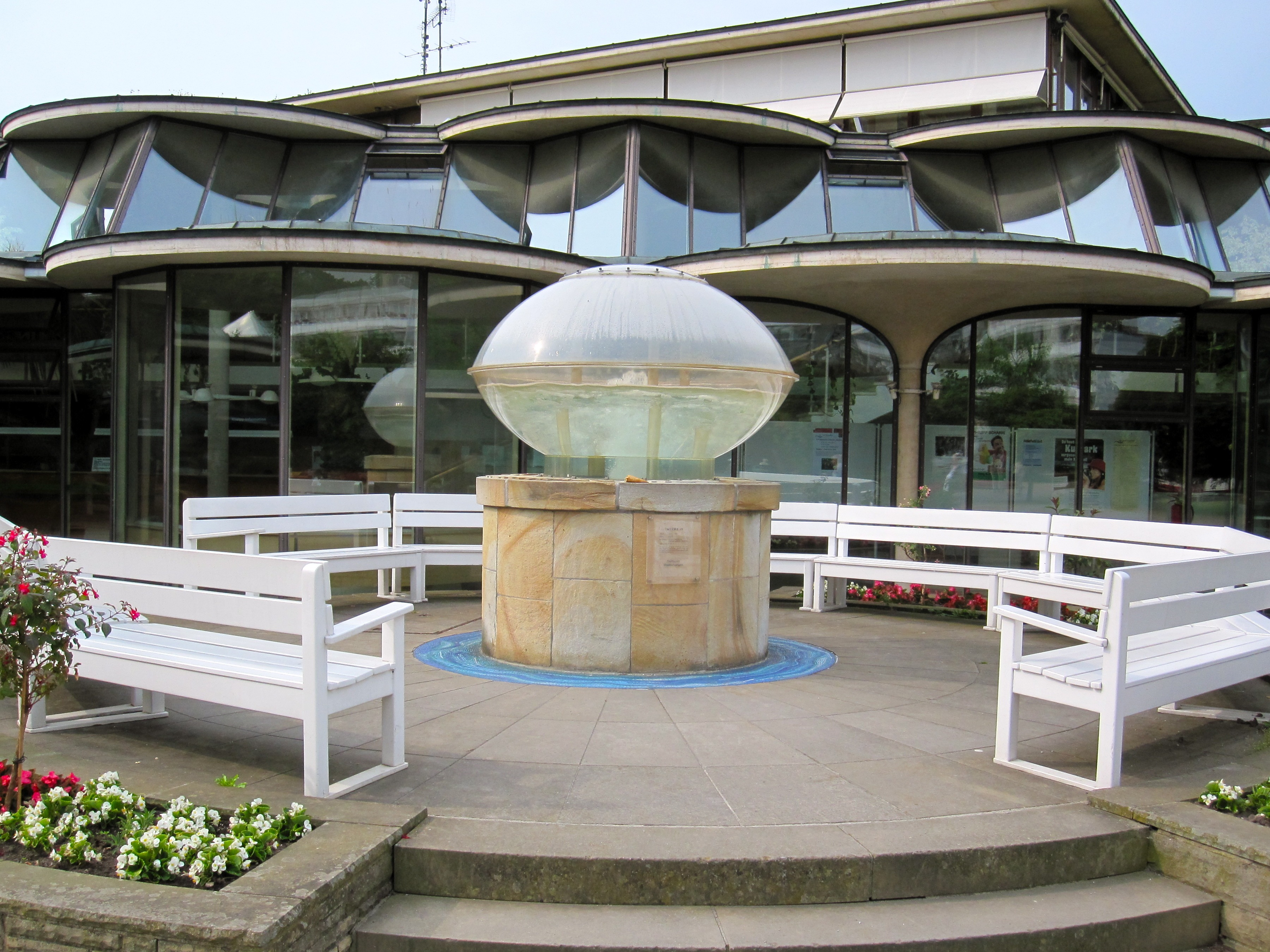
Pramen Thermalsprudel III

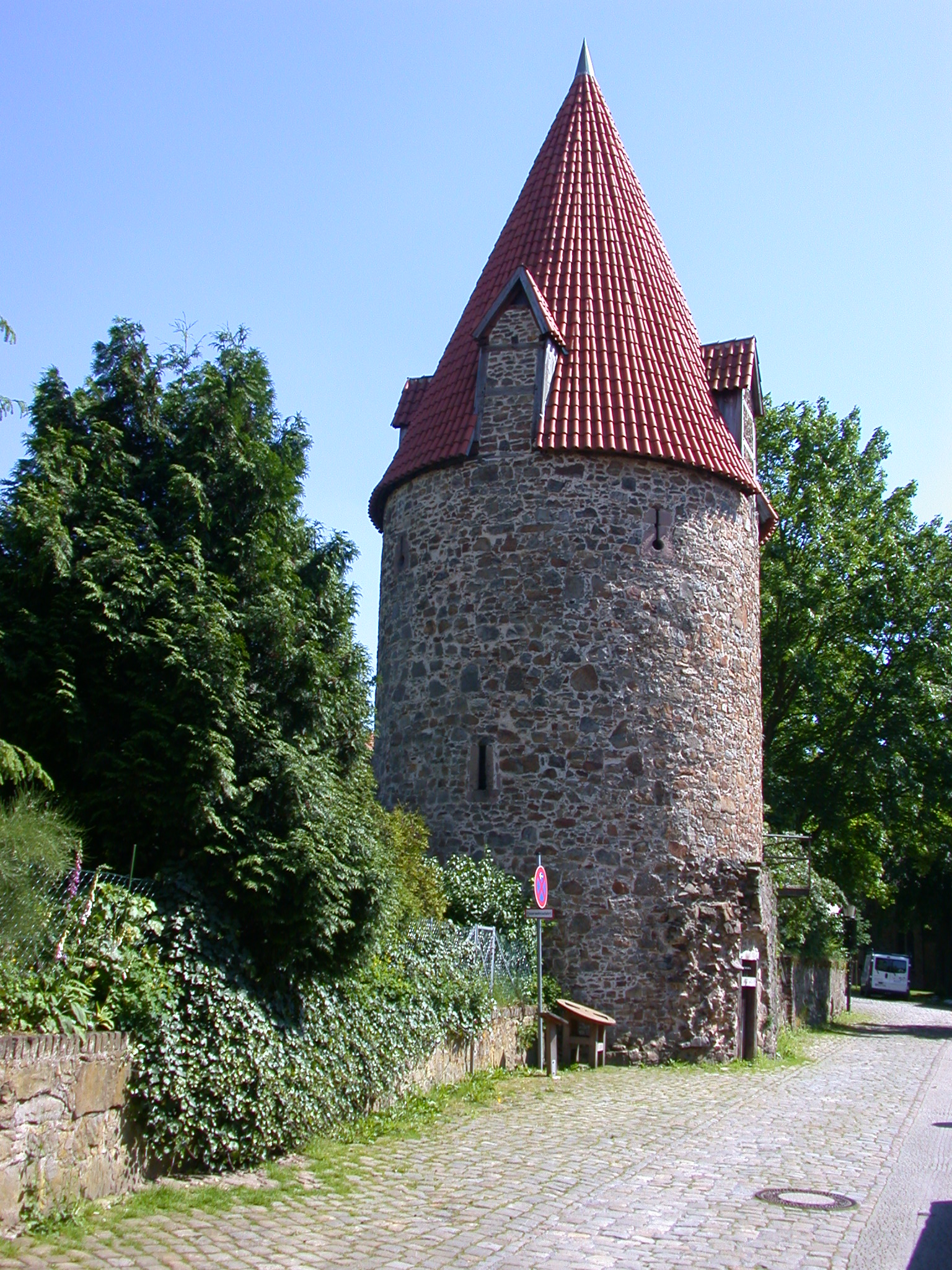
Jedna ze strážních věží města

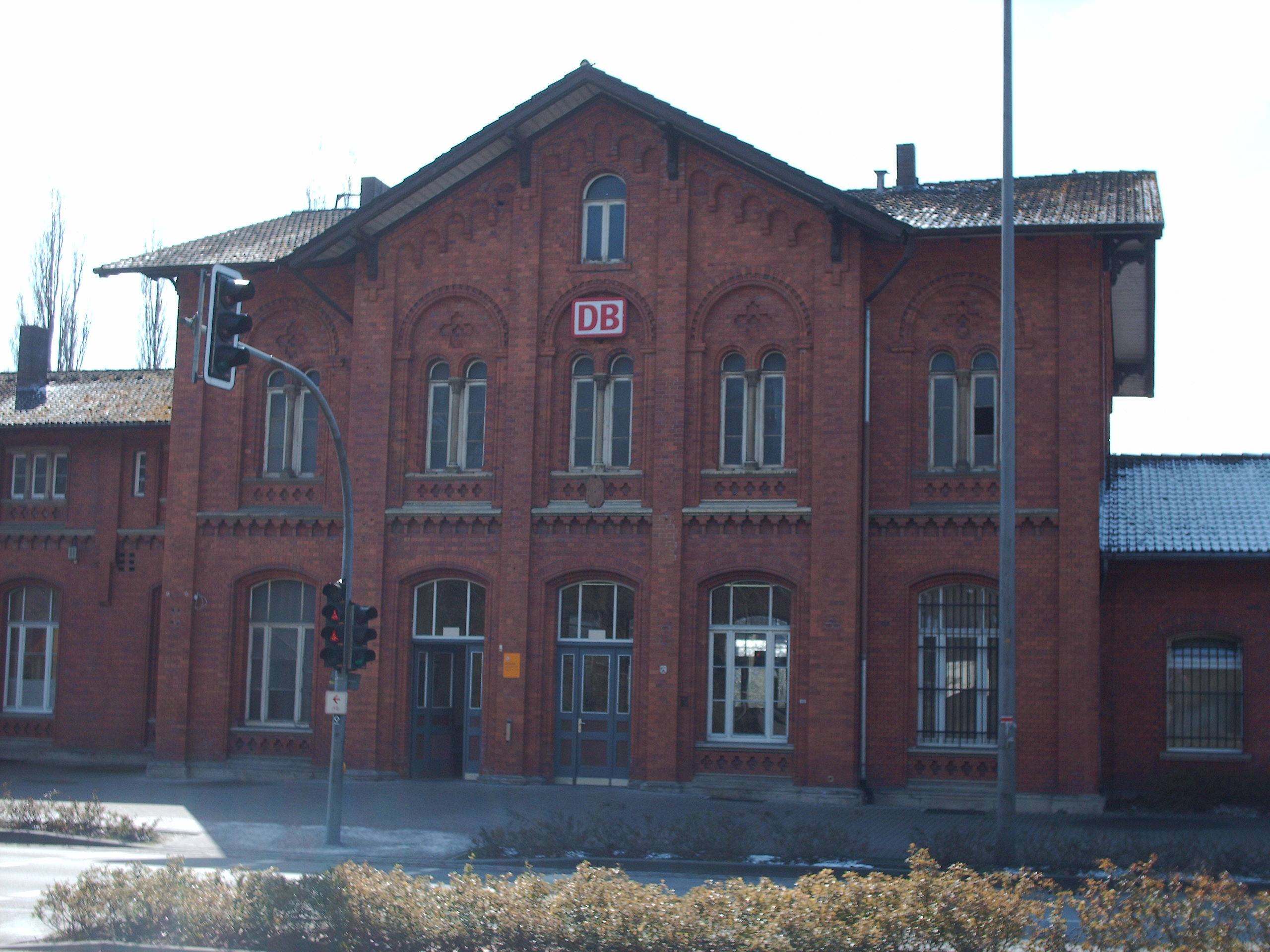
Vlaková zastávka v Bad Salzuflenu

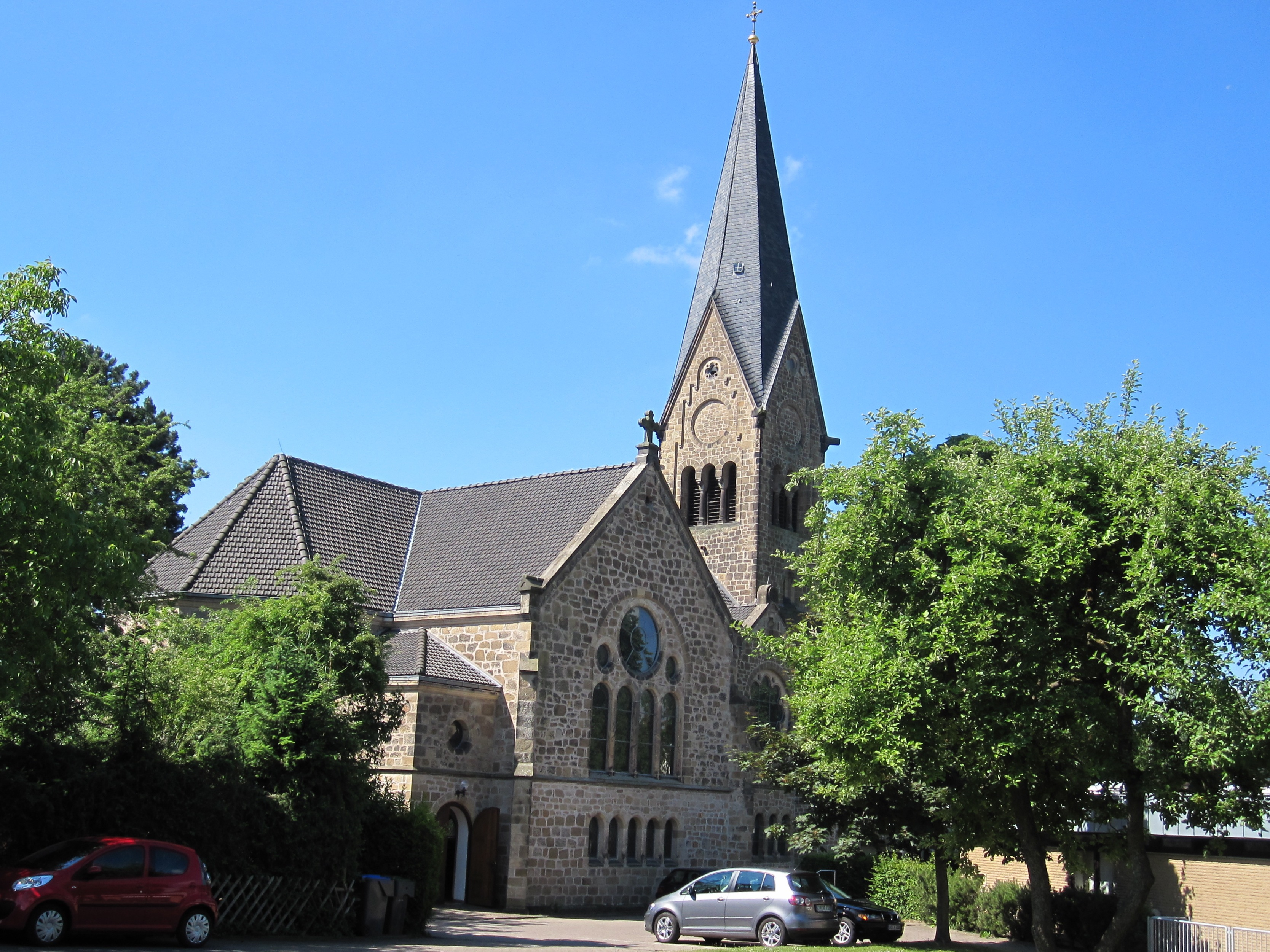
Jeden z místních kostelů

Bad Salzuflen na východě sousedí s městem Lemgo, s Lage na jihu, na jihozápadě s Leopoldshöhe. Všechny tři komunity jsou součástí zemského okresu Lippe. Na západ leží krajské město Bielefeld a na severozápadě město Herford. Na severu Bad Salzuflen hraničí s Vlotho v okrese Herford.
Město je rozděleno do dvanácti částí; Bad Salzuflen, Biemsen-Ahmsen, Ehrsen-Breden, Grastrup-Holsen, Holzhausen, Lockhausen, Papenhausen, Retzen, Schotmar, Werl-Aspe, Wülfer-Bexten a největší okres Wüsten. Nejvíce zalidněné okresy jsou Bad Salzuflen s asi 19 700 obyvateli, dále Schotmar s 8 900 obyvateli a Werl-Aspe s 7 500 obyvateli.
Co se podnebí týče, pak panuje v Bad Salzuflen vlhké mírné klima typické pro střední Evropu a s maximem deště během léta. Roční průměrná teplota 9,3 °C, nicméně ročně zde naprší 743 mm srážek, což je o něco více, než je průměr ve zbytku Německa. Toto počasí pravděpodobně způsobuje Teutoburský les, jehož součástí Bad Salzuflen oficiálně je.

### Prameny
| Jméno                               | Rok vývrtu | Hloubka [m]      | Teplota [°C]         | Využití    |
| ----------------------------------- | ---------- | ---------------- | -------------------- | ---------- |
| Paulinenquelle                      | 1802       | 63               | 12,2                 | Inhalování |
| Loosequelle                         | 1889/91    | 400              | 14,25                | Pitná voda |
| Leopold-Thermalsprudel              | 1904/6     | 534              | 21,7                 | Koupele    |
| Neubrunnen                          | 1913       | 54               | 12,2                 | Koupele    |
| Gustav Horstmann Thermalsprudel     | 1919/27    | 1018             | 38                   | Koupele    |
| Inselquelle                         | 1936       | 52,4             | 12,6                 | Pitná voda |
| Sophienbrunnen                      | 1953       | 12,5             | 11,7                 | Pitná      |
| Thermalsprudel III                  | 1956/60    | 412,75           | 21,4                 | Koupele    |
| Sophienquellen (pramen a, pramen b) | 1962       | 49,6 (a) 9,0 (b) | 13,05 (a), 13,55 (b) | Koupele    |

## Kultura
V Bad Salzuflenu se nachází městské divadlo s téměř pěti sty místy k sezení. Další kulturní záležitostí je Kurpark, který ale sousedí s Country Park; 120 akry zeleně vhodné pro dlouhé procházky. Jedná se o jeden z největších parků v Německu. Samotný Kurpark se rozkládá podél řeky Salze a je zde možnost půjčení lodě nebo jízdy na kole. Ze společenských událostí jsou oblíbené trhy zemědělců, pořádané každou středu a sobotu v Schotmar a v úterý, čtvrtek a sobotu v Salzhof.
Bad Salzuflenský Maraton se ve městě koná každoročně již od roku 1933 a to poslední sobotu v únoru. Závod organizuje LC 92 Bad Salzuflen. Vyhlášení jsou také místní vánoční trhy, pořádané od listopadu do Vánoc.

## Známí lidé
- Johann Schröder, významný lékař
- Henry Charles Brandes, ředitel vysoké školy Lemgo, autor cestopisů
- Albert Krecke, chirurg
- Friedrich Frisius, viceadmirála
- Karel Niestrath, sochař
- Hans Leo Kornberg, biochemik a profesor na Bostonské univerzitě
- Ingrid Hartmann, kanoistka
- Arnold Schönhage , matematik a profesor
- Hildegard Ochse, fotograf
- Klaus Leroff, politik
- Andreas Lukoschik, televizní moderátor, herec a spisovatel
- Ute Frevert, historik
- Bernd Begemann, hudebník

## Partnerská města
Bad Salzuflen podepsal smlouvy o spolupráci s těmito městy:
- Bridlington, Spojené království
- Luckenwalde, Německo
- Millau, Francie